# Плант, Алекс
Алекс Плант (англ. Alex Plante; род. 9 мая 1989, Брандон, Канада) — канадский и южнокорейский профессиональный хоккеист. Защитник клуба азиатской хоккейной лиги «Анян Халла» и сборной Южной Кореи по хоккею с шайбой.

## Биография
Родился в городе Брандон, в канадской провинции Манитоба. В 2004 году выступал за городскую команду на юношеском турнире. С 2005 по 2009 год выступал в Западной хоккейной лиге за команду «Калгари Хитмен». В её составе в регулярном сезоне сыграл 224 матча, забросил 18 шайб и отдал 71 голевую передачу. В серии плей-офф в 70 встречах отметился 11 заброшенными шайбами и 19 отданными голевыми передачами. В 2006 году выступал за команду Западной Канады на Мировом кубке вызова.
В 2007 году на драфте НХЛ игрок был выбран в первом раунде командой «Эдмонтон Ойлерз». С 2009 по 2013 год являлся игроком команды. Всего в НХЛ сыграл 10 матчей и отдал 2 голевые передачи. Также выступал в Американской хоккейной лиге за команды «Спрингфилд Фэлконс» и «Оклахома-Сити Баронс».
По окончании сезона 2012/13 в качестве свободного агента перешёл в австрийский хоккейный клуб «Дорнбирн», где выступал в течение следующего сезона. В сезоне 2014/15 выступал в Норвежкой хоккейной лиге за «Лёренскуг». В 2015 году перешёл в клуб Азиатской хоккейной лиги «Анян Халла». В его составе стал двукратным чемпионом лиги.
В 2017 году получил гражданство Южной Кореи и дебютировал в первом дивизионе чемпионата мира по хоккею с шайбой за национальную сборную страны. В 2018 году выступал за корейскую команду на Олимпийских играх в Пхёнчхане.